# Музей на вода
Музеят на вода (на македонска литературна норма: Музеј на вода) е археологически музей край град Охрид, Северна Македония, възстановка на къснобронзово и ранножелязно наколно селище в Охридското езеро. Музеят е част от Института за защита на паметниците на културата и музей – Охрид.

## История
Музеят е разположен южно от Охрид, на източния бряг на Охридското езеро, южно от село Пещани. В 1997 година при първите подводни археологически изследвания в Република Македония в Залива на костите (Залив на коските) е разкрито праисторическо наколно селище. В 2007 – 2008 година е създадена музейна възстановка на селището.
Освен реконструираното наколно селище над водите на езерото, музеят поддържа и консервирания римски каструм на рида Градище северно от Залива на костите.